# Matang Pasi
Matang Pasi is een bestuurslaag in het regentschap Bireuen van de provincie Atjeh, Indonesië. Matang Pasi telt 949 inwoners (volkstelling 2010).